# عزیز بیرانوند
عزیز بازوند بیرانوند مشهور به سالک (زادهٔ ۱۳۲۱ در بروجرد - روستای دره بیداد از توابع آبسرده. از ایل بیرانوند طایفه سبزعلی) شاعر دوبیتی سرا و نویسنده لک زبان ایرانی است.
عمده شهرت وی به سبب دوبیتی‌های لکی اوست. وی نخستین شاعری است که غزل، دوبیتی و مثنوی را وارد شعر لکی کرده، از این رو او را پدر دوبیتی لکی نیز لقب می‌دهند.

## آثار
- گرین غم - ۱۳۸۴
- آو و آگر - ۱۳۹۳
- ایلنامه (سرگذشت ایلات و طوایف لرستان به نظم)
- فرهاد سی بخت

## نمونه شعر
| گرین خم منم، یخچال سردم   |  | سنگینه چوی دماون بار دردم    |
| مگر الون بنین ار سر شترکو |  | که شاید هم ترازی بوو وه گردم |

## پیشه و زندگی
عزیز بیرانوند در ایام جوانی به پیشهٔ سنگ بری و حجاری خصوصاً ساخت سنگ قبر مشغول بوده‌است. همچنین دختر او مهتاب بازوند از چهره‌های فعال حوزه شعر و ادبیات لرستان بود که به علت بیماری درگذشت.

## بررسی آثار و اندیشه
بیرانوند که اکثر سروده‌هایش به زبان لکی است بیشتر تحت تأثیر آثار نظامی گنجوی می‌سراید و علاقهٔ بسیار و همزاد پنداری بارزی با شخصیت فرهاد و گاهی مجنون در مجموعه آثار نظامی و وحشی بافقی دارد.
به عنوان نمونه بنا بر پیشهٔ حجاری خود:
مه هم سنگ‌تراش عشقِ لیلی کِم
هوسیا اَر گُذر وا سُهیلی کِم
کُشیا چیمِ مَس آهو سیلی کِم
که شرایط زندگی و شغلی خود را به فرهاد تشبیه نموده‌است.